# Hunzikeria texana
Hunzikeria texana là loài thực vật có hoa trong họ Cà. Loài này được (Torr.) D'Arcy mô tả khoa học đầu tiên năm 1976.